# Allysha Chapman
Allysha Lyn Chapman (Oshawa, Ontario, Canadá; 25 de enero de 1989) es una futbolista canadiense que juega de defensora para la selección femenina de Canadá y para el Houston Dash de la National Women's Soccer League (NWSL) de Estados Unidos.

## Estadísticas

### Clubes
| Club                   | País           | Año             |
| ---------------------- | -------------- | --------------- |
| Toronto Lady Lynx      | Canadá         | 2006 - 2010     |
| Vancouver Whitecaps FC | Canadá         | 2008            |
| IK Sirius Fotboll      | Suecia         | 2012 - 2013     |
| Eskilstuna United      | Suecia         | 2014            |
| Houston Dash           | Estados Unidos | 2015 - 2016     |
| Boston Breakers        | Estados Unidos | 2017            |
| North Carolina Courage | Estados Unidos | 2018            |
| Houston Dash           | Estados Unidos | 2018 - presente |

## Palmarés

### Títulos nacionales
| Título                  | Club         | País           | Año  |
| ----------------------- | ------------ | -------------- | ---- |
| NWSL Challenge Cup 2020 | Houston Dash | Estados Unidos | 2020 |

### Títulos internacionales
| Título                           | Club   | País     | Año  |
| -------------------------------- | ------ | -------- | ---- |
| Campeonato Sub-20 de la Concacaf | Canadá | México   | 2008 |
| Copa de Algarve                  | Canadá | Portugal | 2016 |
| Juegos Olímpicos de Verano       | Canadá | Brasil   | 2016 |
| Juegos Olímpicos de Verano       | Canadá | Tokio    | 2020 |